# 高岡美樹のべっぴんラジオ
高岡美樹のべっぴんラジオ（たかおかみきのべっぴんラジオ）は、ラジオ大阪（OBC）で放送されていたワイド番組である。

## 概要
パーソナリティの高岡美樹は、2009年3月まで月曜・火曜の『街角ステーション 僕らのラジオ』を担当し、同年4月から『サタデーらじお高岡美樹です』の担当を経て、現在に至る。
放送開始当初は15:05 - 17:00の放送だったが、2010年6月より、僕らのラジオを18:00 - に短縮させた上、『ニュース・パレード』を内包させて、『どうですか歌謡曲』・『ラジナビ』、僕らのラジオ内で放送されていた番組を分離させた形で17:30まで放送時間が拡大した。
月 - 金曜日の前枠番組だった『ほんまもん!原田年晴です』が放送曜日を月 - 木曜日に変更した2013年4月からは、金曜日にも放送。しかし、金曜日の午後（12:00 - 17:00）に『GO!GO!フライデーショー!』の生放送を開始した2018年4月からは、放送曜日を月 - 木曜日に戻している。
ラジオ大阪が月 - 木曜日の午後 - 夕方の自社制作番組の編成の区割りを2019年10月の改編で一新することに伴って、『ほんまもん!原田年晴です』と共に、同年9月26日（木曜日）放送分で終了。同月30日（月曜日）からは、この番組の放送枠を『原田年晴・髙岡美樹のHit&Hit!』（14:30 - 16:55）へ組み込むとともに、高岡が原田年晴とのコンビで出演する。さらに、2019年1月から『GO!GO!フライデーショー!』の放送枠を5時間から2時間半（11:30 - 14:00）へ短縮したことに伴って、同月10日からは後半（14:00 - 16:30）の時間帯に『Hit&Hit!Friday!!』（『Hit!&Hit!』の金曜版に当たる生ワイド番組で髙岡のみ出演）を編成している。

## パーソナリティ
- 高岡美樹

## 中継リポーター
- 代走みつくに
- 華井二等兵

## コーナー

### 2018年4月現在
- 15:00 - オープニング
- 15:20 - 日替わりコーナー(1)
  - 月曜：生中継コーナー(2018年3月まで火曜)
  - 火曜：※あくまで個人の感想です。
  - 水曜：べっぴんサークル文楽へ行こう！
  - 木曜：百均、ルンルン！
- 16:00 - 産経新聞ニュース、アメダス天気予報、交通情報
- 16:08 - Oh! My べっぴんクラブ
  - 月曜：ハッキヨイ！ノコッタ
  - 火曜：ミッキパッド
  - 水曜：あっちこっち行ってみ〜
  - 木曜：高岡美樹のべっぴん屋
- 16:35 - 交通情報
- 16:37 - ダイヤル119
- 16:50 - 知って納得！マンション経営のしくみ(月曜)

### 過去
- 15:20頃 - 日替わりコーナー(1)
  - 金曜：中野キャプテンクック
- 15:51 - べっぴんインフォメーション
- 16:00 - 夕刊フジ最終便（夕刊フジのデスクと電話をつなぎ、その日の主な記事の一部を紹介）
※以上3コーナーは祝日は放送休止（リクエスト曲に差し替える）
- 16:08 - あなたにハッピーメロディ（ニッポン放送制作）
2018年3月30日まで打ち切り。
- 16:17頃 - 日替わりコーナー(2)
  - 火曜：ミッキパッド
  - 水曜：ベタベタベーター
  - 金曜：週末おでかけガイド
- 17:00 - ニュース・パレード（文化放送制作）
2018年4月以降は、単独番組として放送。
- 17:25 - 音楽、交通情報、ED